# David Sala
David Sala Bonet (nacido el 14 de julio de 1971 en Viladecans, Barcelona) es un exjugador de baloncesto español. Con 1.85 metros de estatura, ocupaba la posición de base. 

## Trayectoria deportiva
- Taugrés Vitoria. Categorías inferiores.
- Taugrés Vitoria (1989-1992)
- CB León (1992-1995)
- Taugrés Vitoria (1995-1996)
- Valvi Girona (1996-1997)
- CB Granada (1997-1998)

## Internacionalidades
- España. Un partido.
- España. Debut. Estambul. Turquía 85 - España 89. Nueve puntos.

## Nominaciones
- 1993-94 ACB. CB León. Jugador de Mayor Progresión. Revista Gigantes del Superbasket.